# Дегтяные Борки
Дегтяные Борки — село в Ухоловском районе Рязанской области России, входит в состав Калининского сельского поселения.

## Географическое положение
Село расположено в 5 км на восток от центра поселения посёлка Калинин и в 18 км на восток от райцентра Ухолово.

## История
Троицкое, Дегтяные Борки тож, в качестве села Старорязанского стана с церковью Пресвятой Живоначальной Троицы упоминается в окладных книгах 1676 года, где при той церкви показано: земли – помещиковой дачи – 4 четверти в поле, сенных покосов и иных угодий никаких нет. В приходе к той церкви в том же селе Троицком двор помещиков – стольника Андрея Хилкова, а в нем живут его люди на приказе, погодно переменяясь; крестьянских 73 двора, бобыльских 8 дворов, всего с помещиковым и с поповым, и пономарским 85 дворов. В описи Троицкая церковь значится деревянною… Построение в селе Троицком вместо деревянной и пришедшей от времени в ветхость каменной Троицкой церкви с приделами Никольским и Варваринским начато княгиней Александрой Владимировной Козловской в 1798 году, по храмозданной грамоте, выданной, согласно прошению о том кн. Козловской, преосвященным Симоном 20 мая 1798 года, а окончена и освящена в 1808 году, как видно из просьбы об освящении Троицкой церкви коллежского асессора Сергея Егоровича Матвеева от 30 апреля того же года. Одновременно с церковью устроена вокруг ее и каменная ограда.
В XIX — начале XX века село являлось центром Дегтяно-Борковской волости Сапожковского уезда Рязанской губернии. В 1906 году в селе было 244 двора.
С 1929 года село являлось центром Дегтяно-Борковского сельсовета Ухоловского района Рязанского округа Московской области, с 1937 года — в составе Рязанской области, с 2005 года — в составе Калининского сельского поселения.
До 2010 года в селе действовала Дегтяно-Борковская основная общеобразовательная школа.

## Население
| 1859 | 1897  | 1906  | 2010 |
| ---- | ----- | ----- | ---- |
| 1394 | ↘1371 | ↗1438 | ↘245 |

## Инфраструктура
В селе имеются дом культуры, детский сад, фельдшерско-акушерский пункт, отделение почтовой связи.

## Достопримечательности
В селе расположена полуразрушенная Троицкая церковь (1808).